# Семенка Ігор Васильович
Ігор Семенка (рос. Игорь Семенка; нар. 18 січня 1957, Львів) — український радянський футболіст, нападник і півзахисник. Майстер спорту СРСР (1982).
Вихованець львівського футболу.
Виступав за СКА (Львів), «Авангард» (Рівне) у другій лізі, «Ністру» (Кишинів) у першій лізі, «Карпати» (Львів) і «Пахтакор» (Ташкент) — у вищій лізі. 1982 року разом із ташкентським «Пахатакором» посів 6-те місце у вищій лізі СРСР, за що гравці команди отримали звання майстрів спорту.
Мешкає в Угорщині.